# لودویگ اشلزینگر
لودویگ اشلزینگر(به آلمانی: Ludwig Schlesinger) (زاده ۱ نوامبر ۱۸۶۴ در ترناوا – درگذشته ۱۵ دسامبر ۱۹۳۳ در گیسن) ریاضیدان اهل آلمان بود.

## زندگی و کارنامه
او فرزند یک خانواده یهودی بود و در براتیسلاوا به مدرسه رفت و سپس در برلین و هایدلبرگ ریاضیات و فیزیک آموخت. در ۱۸۸۷ تحت سرپرستی کرونکر و فوکس در دانشگاه برلین درجه دکتری را با رساله‌ای درباره معادلات دیفرانسیل همگن دریافت کرد. در ۱۸۸۹ درجه شایستگی را دریافت کرد و سپس در بن و کلوسنبورگ مشغول به کار شد. اشلزینگر از سال ۱۹۱۱ در دانشگاه گیسن استاد شد و تا سال ۱۹۳۰ در آنجا تدریس کرد. در سال ۱۹۳۳ با روی کار آمدن نازی‌ها ناچار به استعفا شد و کوتاه زمانی پس از آن در گذشت.
اشلزینگر همچنین به تاریخ ریاضیات پرداخت و برای نمونه مقاله‌ای درباره نظریه تابع‌ها در نزد کارل وایرشتراس نوشت و هندسه دکارت را ترجمه کرد. او همچنین نوشته‌های استادش فوکس -که همچنین پدر همسرش بود- را انتشار داد. وی همچنین جایزه لباچفسکی را دریافت کرد.
اشلزینگر همچون استادش فوکس به پژوهش درباره معادلات دیفرانسیل خطی عادی پرداخت و کتاب ۲ جلدی اش «کتاب دستی نظریه معادلات دیفرانسیل» در سال ۱۸۹۵ به چاپ رسید. وی چندین کتاب دیگر نیز درباره معادلات دیفرانسیل نوشت. در ۱۹۰۹ او گزارش سالانه مفصلی درباره تاریخ معادلات دیفرانسیل از سال ۱۸۶۵ به این سو به انجمن ریاضیات آلمان ارائه داد. افزون بر این اشلزینگر به هندسه دیفرانسیل نیز پرداخت و کتابی به همراه شرحی از نظریه نسبیت عام اینشتین منتشر کرد. امروزه ساختارهایی در ریاضیات همچون معادلات اشلزینگر و تبدیل‌های اشلزینگر به نام او هستند. او همچنین حالتی خاص از مسئله ۲۱ هیلبرت درباره معادلات دیفرانسیل را درباره معادلات دیفرانسیل فوکسی حل کرد.